# Kingstown

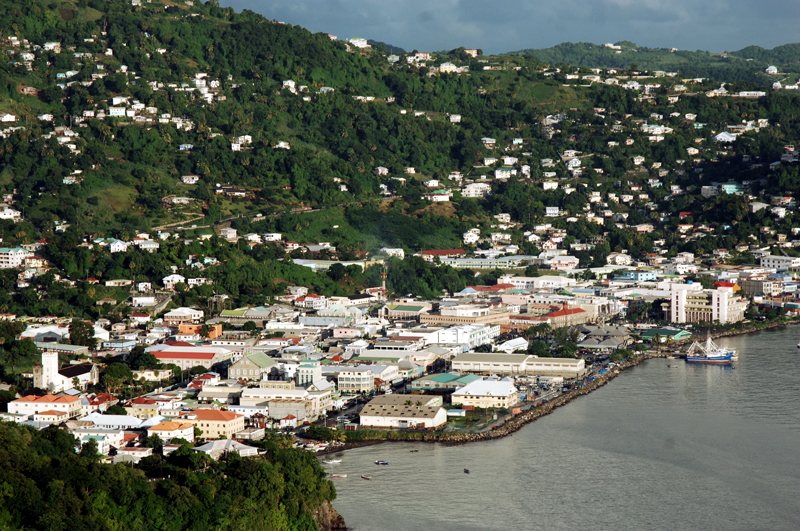
Kingstown

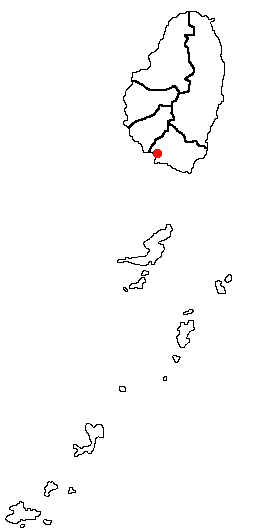
Bản đồ Kingstown, Saint Vincent và Grenadines

Kingstown, dân số tháng 7 năm 1999 ước 15.900 người, là cảng chính của Saint Vincent, và là thủ đô của Saint Vincent và Grenadines. Thành phố này nằm ở tọa độ 13°10′B 61°14′T / 13,167°B 61,233°T. Kingstown là trung tâm của ngành nông nghiệp của hòn đảo và là một cảng du lịch. Thành phố này xuất khẩu chuối, dừa bột dong.